# Curryfication
En informatique, plus précisément en programmation fonctionnelle, la curryfication est la transformation d'une fonction à plusieurs arguments en une fonction à un argument qui retourne une fonction sur le reste des arguments. L'opération inverse est possible et s'appelle la décurryfication.
Le terme vient du nom du mathématicien américain Haskell Curry, bien que cette opération ait été introduite pour la première fois par Moses Schönfinkel.

## Définition
Considérons une fonction add qui prend deux arguments (x et y) et en renvoie la somme. En la curryfiant, on obtient une fonction addcur qui prend un argument et renvoie une fonction qui prend le deuxième argument. En pseudo-langage :
```
  curry (add (x,y)) → addcur x → 
lambda
 (y → x + y)
```

La curryfication permet l'application partielle : si on appelle la fonction curryfiée avec l'argument 3, on récupère une fonction qui ajoute 3 à son argument.

## Exemples dans les langages de programmation

### Haskell
En Haskell, voici une fonction non-curryfiée :
```
uncurried_add
 
(
x
,
 
y
)
 
=
 
x
 
+
 
y

```

et la même après curryfication :
```
curried_add
 
x
 
y
 
=
 
x
 
+
 
y

```

ou bien :
```
curried_add
 
x
 
=
 
\
y
 
->
 
x
 
+
 
y

```

où la barre oblique \ introduit une λ-expression (lambda-expression) et sert à définir des fonctions anonymes.

Et voici une application partielle :
```
main
 
=
 
do

    
print
 
(
uncurried_add
 
(
3
,
 
5
))
 
-- 8

    
print
 
((
curried_add
 
3
)
 
5
)
 
-- 8

    
print
 
(
curried_add
 
3
 
5
)
 
-- 8

    
let
 
add_three
 
=
 
curried_add
 
3

    
print
 
(
add_three
 
5
)
 
-- 8

    
print
 
(
add_three
 
12
)
 
-- 15

```

Remarques

La curryfication peut se faire à la main ou bien par un programme. Pour les fonctions à deux arguments, voici ces programmes en Haskell :
```
main
 
=
 
do

    
let
 
uncurried
 
=
 
uncurry
 
curried_add

    
print
 
(
uncurried
 
(
3
,
 
5
))
 
-- 8

    

    
let
 
curried
 
=
 
curry
 
uncurried_add

    
print
 
((
curried
 
3
)
 
5
)
 
-- 8

    
print
 
(
curried
 
3
 
5
)
 
-- 8

    
let
 
add_three
 
=
 
curried
 
3

    
print
 
(
add_three
 
5
)
 
-- 8

    
print
 
(
add_three
 
12
)
 
-- 15

```

### Python
Même fonction en Python :
```
def
 
uncurried_add
(
x
,
 
y
):

    
return
 
x
 
+
 
y

def
 
curried_add
(
x
):

    
return
 
lambda
 
y
:
 
x
 
+
 
y

print
(
uncurried_add
(
3
,
 
5
))
 
# 8

print
(
curried_add
(
3
)(
5
))
 
# 8

add_three
 
=
 
curried_add
(
3
)

print
(
add_three
(
5
))
 
# 8

print
(
add_three
(
12
))
 
# 15

```

### Caml
Même fonction en Caml :
```
let
 
uncurried_add
(
x
,
 
y
)
 
=
 
x
 
+
 
y
;;
 
(* Type de la fonction : (entier * entier) -> entier *)

let
 
curried_add
 
x
 
y
 
=
 
x
 
+
 
y
;;
 
(* Type de la fonction : entier -> entier -> entier *)

uncurried_add
(
3
,
4
);;
 
(* Retourne 7. Type de la valeur retournée : entier. *)

curried_add
 
3
;;
 
(* Retourne la fonction qui ajoute 3. Type de la valeur retournée : entier -> entier. *)

(
curried_add
 
3
)
 
4
;;
 
(* Crée la fonction qui ajoute 3 et l'applique à l'entier 4. Retourne 7. Type de la valeur retournée : entier. *)

let
 
add_three
 
=
 
curried_add
 
3
;;
 
(* Définit la fonction add_three comme la fonction qui ajoute 3 à son argument. *)

add_three
 
5
;;
 
(* Applique add_three à 5. Retourne 8. *)

add_three
 
12
;;
 
(* Applique add_three à 12. Retourne 15. *)

```

### Ruby
```
def
 
uncurried_add
(
x
,
 
y
)

    
return
 
x
 
+
 
y

end

def
 
curried_add
(
x
)

    
return
 
lambda
 
{
 
|
y
|
 
x
 
+
 
y
 
}

end

puts
 
uncurried_add
(
3
,
 
5
)
 
# 8

puts
 
curried_add
(
3
)
.
call
(
5
)
 
# 8

add_three
 
=
 
curried_add
(
3
)

puts
 
add_three
.
call
(
5
)
 
# 8

puts
 
add_three
.
call
(
12
)
 
# 15

```

Ruby fournit l'expression lambda avec la méthode curry. La méthode prend en argument un argument optionnel : l'arity, qui permet des processus plus fins, qui ne seront pas discutés ici.
```
uncurried_add
 
=
 
lambda
 
{
 
|
x
,
 
y
|
 
x
 
+
 
y
 
}

puts
 
uncurried_add
.
call
(
3
,
 
5
)
 
# 8

puts
 
uncurried_add
.
curry
[
3
][
5
]
 
# 8

add_three
 
=
 
uncurried_add
.
curry
[
3
]

puts
 
add_three
.
call
(
5
)
 
# 8

puts
 
add_three
.
call
(
12
)
 
# 15

```

### Scheme
```
(
define
 
uncurried-add
 
(
lambda
 
(
x
 
y
)

    
(
+
 
x
 
y
)))

(
define
 
curried-add
 
(
lambda
 
(
x
)

    
(
lambda
 
(
y
)

        
(
+
 
x
 
y
))))

(
display
 
(
uncurried-add
 
3
 
5
))
 
(
newline
)
 
; 8

(
display
 
((
curried-add
 
3
)
 
5
))
 
(
newline
)
 
; 8

(
define
 
add-three
 
(
curried-add
 
3
))

(
display
 
(
add-three
 
5
))
 
(
newline
)
 
; 8

(
display
 
(
add-three
 
12
))
 
(
newline
)
 
; 15

```

### Scala
```
def
 
uncurried_add
(
x
:
 
Int
,
 
y
:
 
Int
)
 
=
 
x
 
+
 
y
           
// => Int

// Après currying

def
 
curried_add0
(
x
:
 
Int
)(
y
:
 
Int
)
 
=
 
x
 
+
 
y
           
// => Int

// Ce qui équivaut (si on décompose) à

def
 
curried_add1
(
x
:
 
Int
)
 
=
 
(
y
:
 
Int
)
 
=>
  
x
 
+
 
y
      
// => (Int) => Int 

// Ou encore à:

def
 
curried_add2
 
=
 
(
x
:
 
Int
)
 
=>
 
(
y
:
 
Int
)
 
=>
  
x
 
+
 
y
  
// => (Int) => (Int) => Int 

// applications partielles

def
 
add_three0
 
=
 
curried_add0
(
3
)
 
// retourne une fonction de type: (Int) => Int

curried_add0
(
3
)(
5
)
 
// Retourne 8

add_three0
(
5
)
 
// Retourne 8

def
 
add_three1
 
=
 
curried_add1
(
3
)
 
// retourne une fonction de type: (Int) => Int

curried_add1
(
3
)(
5
)
 
// Retourne 8

add_three1
(
5
)
 
// Retourne 8

def
 
add_three2
 
=
 
curried_add2
(
3
)
 
// retourne une fonction de type: (Int) => Int

curried_add2
(
3
)(
5
)
 
// Retourne 8

add_three2
(
5
)
 
// Retourne 8

```

### Tcl
```
proc
 
uncurried_add
 
{
x
 
y
}
 
{

    
expr
 
{
$x
 
+
 
$y
}

}

proc
 
curried_add
 
x
 
{

    
list
 
apply
 
[
list
 
y
 
[
format
 
{expr
 
{
%
d
 
+
 
$y
}}
 
$x
]]

}

puts
 
stdout
 
[
uncurried_add
 
3
 
5
];
 
# 8

puts
 
stdout
 
[{
*
}[
curried_add
 
3
]
 
5
];
 
# 8

set
 
add_three
 
[
curried_add
 
3
]

puts
 
stdout
 
[{
*
}
$add_three
 
5
];
 
# 8

puts
 
stdout
 
[{
*
}
$add_three
 
12
];
 
# 15

```

### Perl 6
Un JAPH qui est un exemple de curryfication en Perl 6 :
```
sub
 
japh
 
(Str $lang) {
 
say
 
"just another $lang hacker"
;
 
}

my
 
&
perl6Japh
 
:
=
 
&
japh
.
assuming
(
"Perl6"
);

perl6Japh
();

```

### JavaScript
```
function
 
uncurried_add
(
x
,
 
y
)
 
{

    
return
 
x
 
+
 
y
;

}

function
 
curried_add
(
x
)
 
{

    
return
 
function
(
y
)
 
{

        
return
 
x
 
+
 
y
;

    
};

}

console
.
log
(
uncurried_add
(
3
,
 
5
));
 
// 8

console
.
log
(
curried_add
(
3
)(
5
));
 
// 8

const
 
add_three
 
=
 
curried_add
(
3
);

console
.
log
(
add_three
(
5
));
 
// 8

console
.
log
(
add_three
(
12
));
 
// 15

```

### JavaScript ES2015
```
const
 
uncurriedAdd
 
=
 
(
x
,
 
y
)
 
=>
 
x
 
+
 
y
;

const
 
curriedAdd
 
=
 
x
 
=>
 
y
 
=>
 
x
 
+
 
y
;

uncurriedAdd
(
2
,
 
5
);
 
// 7

curriedAdd
(
2
)(
5
);
 
// 7

```

### Clojure
```
(
defn 
uncurried-add
 
[
x
 
y
]

  
(
+ 
x
 
y
))

(
defn 
curried-add
 
[
x
]

  
(
fn 
[
y
]
 
(
+ 
x
 
y
)))
 
;; curried-add renvoie une fonction anonyme

(
println 
(
uncurried-add
 
3
 
5
))
 
;; 8

(
println 
((
curried-add
 
3
)
 
5
))
 
;; 8

(
def 
add-three
 
(
curried-add
 
3
))

(
println 
(
add-three
 
5
))
 
;; 8

(
println 
(
add-three
 
12
))
 
;; 15

```

### Modern C++
Le C++11 a introduit les lambdas dans le langage, puis le C++14 a introduit la possibilité de définir un type de retour auto pour faciliter l'écriture de certaines fonctions.
Ces deux améliorations permettent d'implémenter la curryfication :
```
#include
 
<iostream>

int
 
uncurried_add
(
int
 
x
,
 
int
 
y
)
 
{

    
return
 
x
 
+
 
y
;

}

auto
 
curried_add
(
int
 
x
)
 
{

    
return
 
[
x
](
int
 
y
)
 
{

        
return
 
x
 
+
 
y
;

    
};

}

int
 
main
()
 
{

    
std
::
cout
 
<<
 
uncurried_add
(
3
,
 
5
)
 
<<
 
std
::
endl
;
 
// 8

    
std
::
cout
 
<<
 
curried_add
(
3
)(
5
)
 
<<
 
std
::
endl
;
 
// 8

    
auto
 
add_three
 
=
 
curried_add
(
3
);

    
std
::
cout
 
<<
 
add_three
(
5
)
 
<<
 
std
::
endl
;
 
// 8

    
std
::
cout
 
<<
 
add_three
(
12
)
 
<<
 
std
::
endl
;
 
// 15

}

```

À noter que depuis le C++17, la mention du type int en argument de l'expression lambda peut également être remplacée par auto, généralisant l'implémentation (au prix de faire de la méthode curried_add un template implicite).